# Pizza Hut
Pizza Hut est une chaîne de restauration rapide spécialisée dans la préparation et livraison de pizzas.
Elle est implantée dans de très nombreux pays, notamment en Amérique du Nord et en Europe.
C'est une filiale de la multinationale américaine Yum! Brands, laquelle détient également KFC.

## Histoire

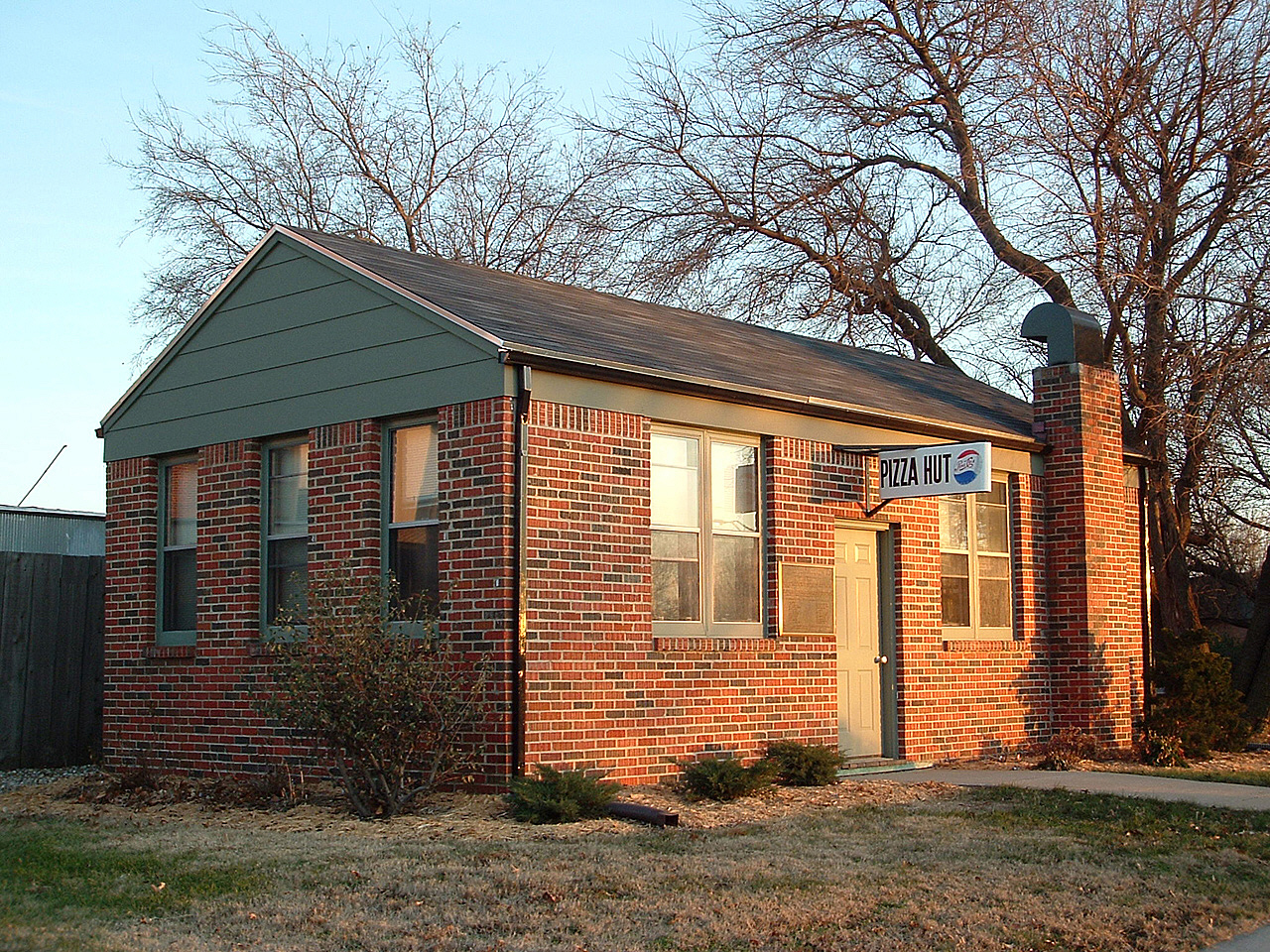
Premier établissement Pizza Hut situé sur le campus de l'université de Wichita dans le Kansas.

Le 31 mai 1958 deux étudiants de Wichita, Frank et Dan Carney, eurent l'idée d'ouvrir un kiosque à pizza. Dès 1959, la marque se développe au Kansas avec l'ouverture du premier restaurant en franchise dans la ville de Topeka.
Pizza Hut est achetée par le groupe PepsiCo, Inc. en 1977 pour 1,2 milliard de dollars. Elle est depuis octobre 1997 une société du groupe Yum! Brands, Inc. (anciennement Tricon Global Restaurants), groupe formé pour regrouper les trois enseignes Pizza Hut, Taco Bell et KFC, dont PepsiCo s'est désengagé cette année-là.
En 2001, la chaîne se lance dans le commerce électronique en commençant à prendre des commandes en ligne dans trois de ses restaurants, si bien qu'en automne 2006 la société propose ce service dans plus de 3 000 restaurants.
Depuis 2003, Yum ! brands a décidé de céder la gestion de ses restaurants à des franchisés.
En mai 2018, Pizza Hut signe un accord de franchise avec Telepizza Group pour que celui-ci utilise la marque Pizza Hut dans ses établissements dans les pays ibériques, l'Amérique latine et les Caraïbes.

## Logos

Logo (1 janvier 1967-27 mai 1999 ; ramené en 2019).
Logo (28 mai 1999-14 février 2010).
Logo (15 février 2010-31 janvier 2014).
Logo international utilisé depuis 19 novembre 2014.

## Implantation
Pizza Hut possède des restaurants en franchise partout dans le monde.

### Australie et Nouvelle-Zélande
En Australie, la compagnie suivit un tout autre modèle de développement. Après une tentative d'introduction des restaurants Pizza Hut comme aux États-Unis et au Royaume-Uni, le groupe s'adapta au mode de vie australien en développant la vente à emporter et la livraison à domicile. La situation est similaire en Nouvelle-Zélande où toutes les commandes (excepté dans certains restaurants "dine-in" situés à Whangarei, Northcote, New Lynn, Henderson, Pakuranga, Papakura, Hamilton, Rotorua, Tauranga, Gisborne, Taupo, Palmerston North, Papanui, Dunedin, Queenstown et Invercargill) sont prises par l'intermédiaire d'un centre d'appel implanté à Auckland.

### Belgique
Pizza Hut Belgium gérait 40 restaurants en 2000, pour un chiffre d'affaires de 1,4 milliard de francs belges. Elle a été revendue à cette date pour 85 % à Buy Out Fund (détenu à 31 % par Gimv (nl)) et pour 15 % à son manager, Stef Meulemans. En 2005, avec l'aide de KBC, ce dernier rachète ses parts à Buy Out Fund. Puis, en 2009, via sa société Top Brands, il acquiert 88 points de livraison du réseau français, hors restaurants.

### États-Unis
Aux États-Unis, le menu des quelque 7200 restaurants Pizza Hut diffère de celui des points de vente français. En effet, les garnitures, déjà composées, ne permettent pas le choix de la pâte.

### France
En 1987 l’enseigne ouvrait son premier restaurant sur le boulevard des Italiens. En 1993 Pizza Hut France fusionnait avec la chaîne
de livraison à domicile SPIZZA 30' . En 2009, Yum ! préfère confier la gestion des Pizza Hut de livraison en France à la société TopBrands. Pizza Hut propose un menu unique en France.
En 2017, La société TopBrands vend la totalité de ses parts au groupe Polonais Amrest,.
La société Amrest Topco France a réalisé au 30 novembre 2017 un chiffre d'affaires de 8 065 900 €. Le résultat est déficitaire : 1 759 800 €.

### République populaire de Chine

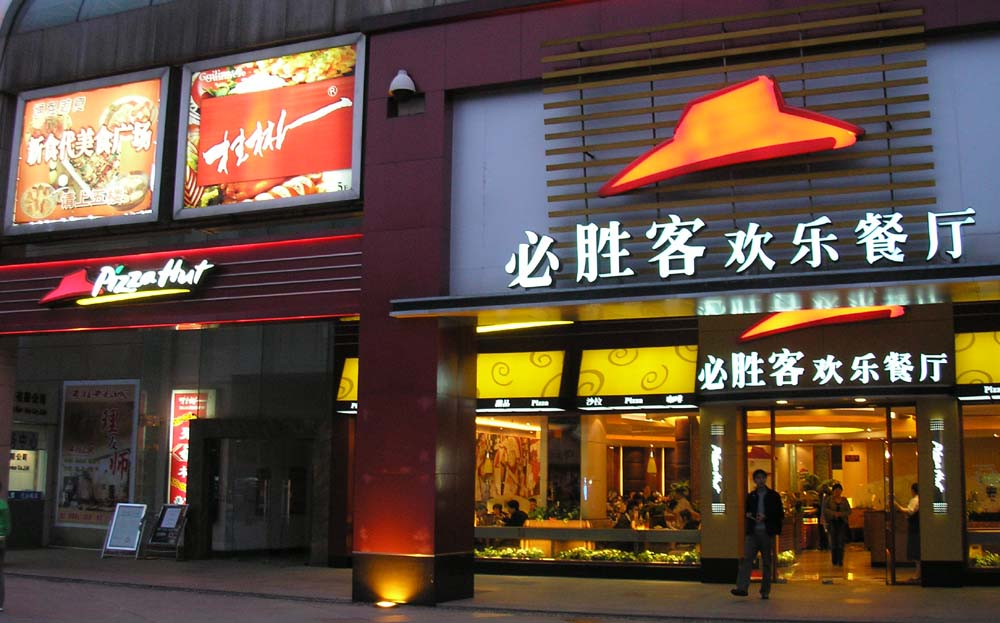
Un restaurant Pizza Hut à Changsha, capitale de la province de Hunan. Le nom du restaurant (必胜客) est suivi du descriptif 欢乐餐厅 (pinyin : huānlè cāntīng), « restaurant du bonheur ».

En Chine, le premier restaurant Pizza Hut, dont le nom mandarin est 必胜客 (pinyin : bìshèng kè), ouvrit ses portes le 1er décembre 1990 sous les arcades Dongzhimen à Pékin. En 2005, le groupe possède 200 restaurants répartis dans plus de 50 villes du pays.

### Royaume-Uni et Irlande

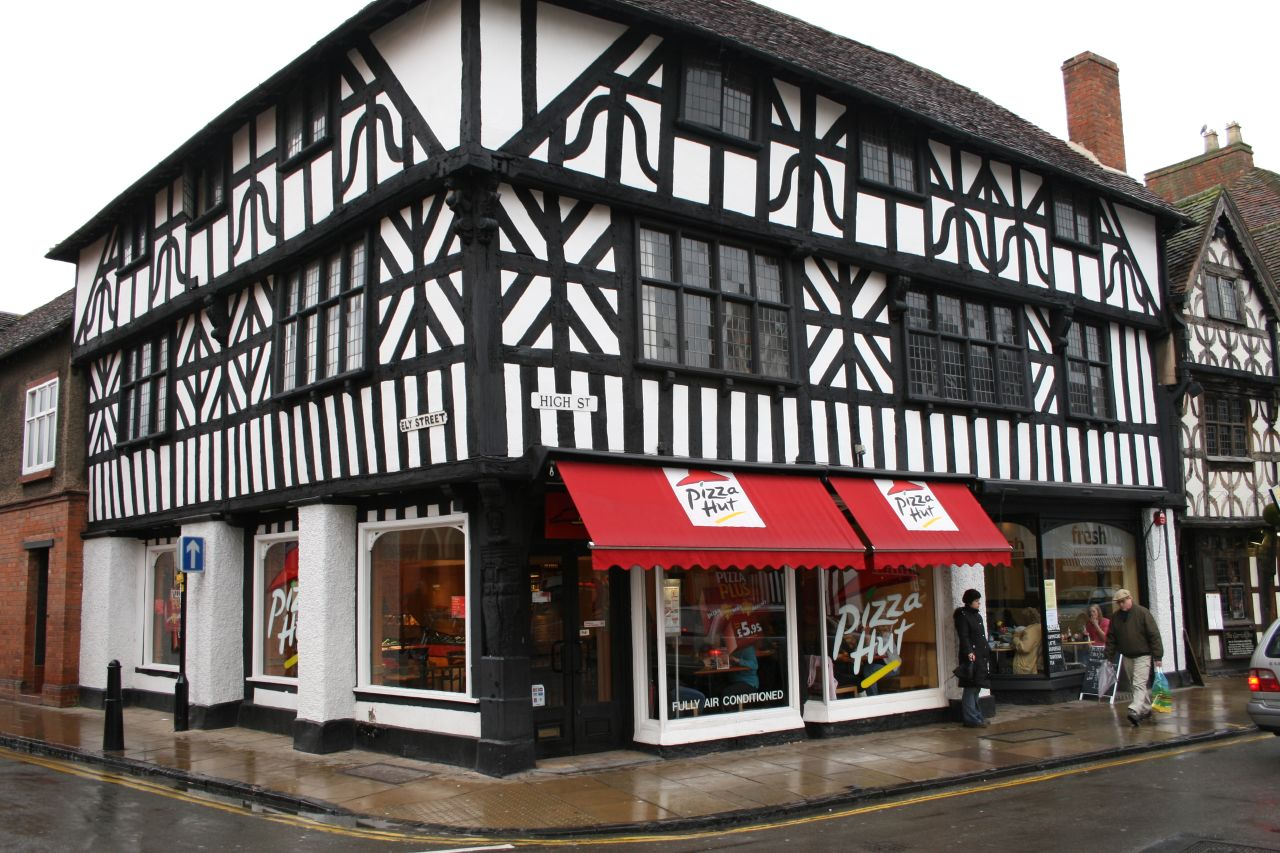
Un restaurant Pizza Hut dans le Warwickshire en Grande-Bretagne.

Le premier Pizza Hut anglais ouvrit à Islington en 1973.

### Suisse
Implantée depuis 1988, la chaîne a compté jusqu'à dix restaurants en Suisse, où elle employait une centaine de salariés. À la suite de difficultés financières, les six derniers restaurants restants en 2004, employant une centaine de salariés, ont fait faillite.

## Campagnes publicitaires
Bien que la société Pizza Hut ne possède pas de véritable mascotte internationale, elle lança à la télévision américaine de 1993 à 1997 une série de shows promotionnels, les « Pizza Head Show ».
En 1995, Ringo Starr et le groupe américain The Monkees firent leur apparition dans une publicité de la marque. L'animateur radio Rush Limbaugh apparut dans une réclame pour l'enseigne la même année.
En 1997, l'ancien président de l'Union soviétique Mikhaïl Gorbatchev tourna dans un spot pour Pizza Hut afin de récolter des fonds pour sa fondation d'aide à la recherche de nouveaux locaux pour abriter les archives de la perestroïka.
En partenariat avec Eric Decker, Pizza Hut homologue le vendredi 20 janvier 2023 le record de la plus grande pizza de tous les temps d'une taille de 1 261,65 m².

## Sources
- (en) Cet article est partiellement ou en totalité issu de l’article de Wikipédia en anglais intitulé « Pizza Hut » (voir la liste des auteurs).